# Hillside Memorial Park Cemetery
Hillside Memorial Park Cemetery är en judisk begravningsplats belägen på adressen 6001 West Centinela Avenue i Culver City, Los Angeles County, Kalifornien.
På begravningsplatsen vilar ett antal framstående kända personer av judisk börd som Jack Benny, Cyd Charisse, Al Jolson, Michael Landon och Leonard Nimoy.

## Kända begravda personer i urval
- Gene Barry (1919–2009), skådespelare
- Jack Benny (1894–1974), skådespelare och komiker
- Henry Bergman (1868–1946), skådespelare och komiker
- Milton Berle (1908–2002), skådespelare och komiker
- Theodore Bikel (1924–2015), musiker och skådespelare
- Andrew Breitbart (1969–2012), publicist och författare
- Richard Brooks (1912–1992), regissör och manusförfattare
- Eddie Cantor (1892–1964), skådespelare, komiker och sångare
- Jeff Chandler (1918–1961), skådespelare och sångare
- Cyd Charisse (1922–2008), dansare och skådespelare
- Mickey Cohen (1913–1976), gangster
- Rhonda Fleming (1923–2020), skådespelare
- Arthur Freed (1894–1973), producent
- Jerry Goldsmith (1929–2004), kompositör
- Lorne Greene (1915–1987), skådespelare
- David Janssen (1931–1980), skådespelare
- Al Jolson (1886–1950), skådespelare och sångare
- Michael Landon (1936–1991), skådespelare, regissör och producent
- Peggy Lipton (1946–2019), skådespelare
- Tony Martin (1913–2012), skådespelare och sångare
- Vic Morrow (1929–1982), skådespelare
- Leonard Nimoy (1931–2015), skådespelare och regissör
- Julia Phillips (1944–2002), filmproducent och författare
- Suzanne Pleshette (1937–2008), skådespelare
- Deborah Raffin (1953–2012), fotomodell och skådespelare
- Jerry Rubin (1938–1994), aktivist, affärsman och musiker
- Sherwood Schwartz (1916–2011), producent
- Dinah Shore (1916–1994), sångare, skådespelare och programledare
- Aaron Spelling (1923–2006), producent
- Lupita Tovar (1910–2016), skådespelare
- Irving Wallace (1916–1990), författare
- Lew Wasserman (1913–2002), agent och mångårig chef för MCA
- Stan Winston (1946–2008), specialeffekttekniker och sminkör
- Shelley Winters (1920–2006), skådespelare